# Nina Kanto
Nina Kanto, ou, de son vrai nom, Nina Kamto Njitam,, née le 25 juin 1983 à Yaoundé (Cameroun), est une handballeuse française, évoluant au poste de pivot.  Elle a notamment remporté onze championnats de France et a été  finaliste du championnat du monde en 2011.

## Biographie
Arrivée à Metz à l'âge de 18 ans, elle s'y impose rapidement et devient une cadre de l'équipe qui domine la scène handballistique française dans les années 2000 et 2010. Elle connaît rapidement une première sélection en équipe de France, avec laquelle elle évolue durant quinze années. Le sommet de sa carrière sera une médaille d’argent au championnat du monde 2011 après une défaite en finale face à la Norvège (32-24).
En mai 2016, elle remporte avec Metz son onzième titre de championne de France, après une finale gagnée face à Fleury Loiret. Elle prend sa retraite sportive sur ce dernier succès.

## Palmarès

### Club
compétitions internationales
- finaliste de la coupe EHF en 2013 (avec Metz Handball)

compétitions nationales
- championne de France (11) en 2002, 2004, 2005, 2006, 2007, 2008, 2009, 2011, 2013, 2014 et 2016 (avec Metz Handball)
- vainqueur de la coupe de la Ligue (8) en 2005, 2006, 2007, 2008, 2009, 2010, 2011 et 2014 (avec Metz Handball)
- vainqueur de la coupe de France (2) en 2013[8] et 2015 (avec Metz Handball)
- finaliste de la coupe de France en 2005 et 2009 (avec Metz Handball)

### Équipe de France
Jeux olympiques
- 5e place aux Jeux olympiques de 2008 de Pékin
- 5e place aux Jeux olympiques de 2012 de Londres

championnats du monde
- 12e place du championnat du monde 2005
- 5e place du championnat du monde 2007
- finaliste du championnat du monde 2011

championnats d'Europe
- 11e place du championnat d'Europe 2004
- troisième du championnat d'Europe 2006
- 14e place du championnat d'Europe 2008
- 5e place du championnat d'Europe 2010
- 9e place du championnat d'Europe 2012
- 5e place du championnat d'Europe 2014

autres
- 1re sélection en équipe de France le 28 novembre 2002 face à l'équipe d'Ukraine (Turching Cup en Ukraine)
- 4e aux Jeux méditerranéens de 2005 (Almería)
- capitaine de l'équipe de France lors de la rencontre France-Cameroun (7/12/2005 au Mondial) et lors du match France-Espagne (30/07/2012) aux Jeux olympiques de Londres
- 5e place du championnat d'Europe junior en 2002

### Récompenses individuelles
- élue meilleure pivot du championnat de France 2009
- élue meilleure défenseure du championnat de France 2012 et 2014

## Galerie

Nina Kanto sous le maillot Français en 2015
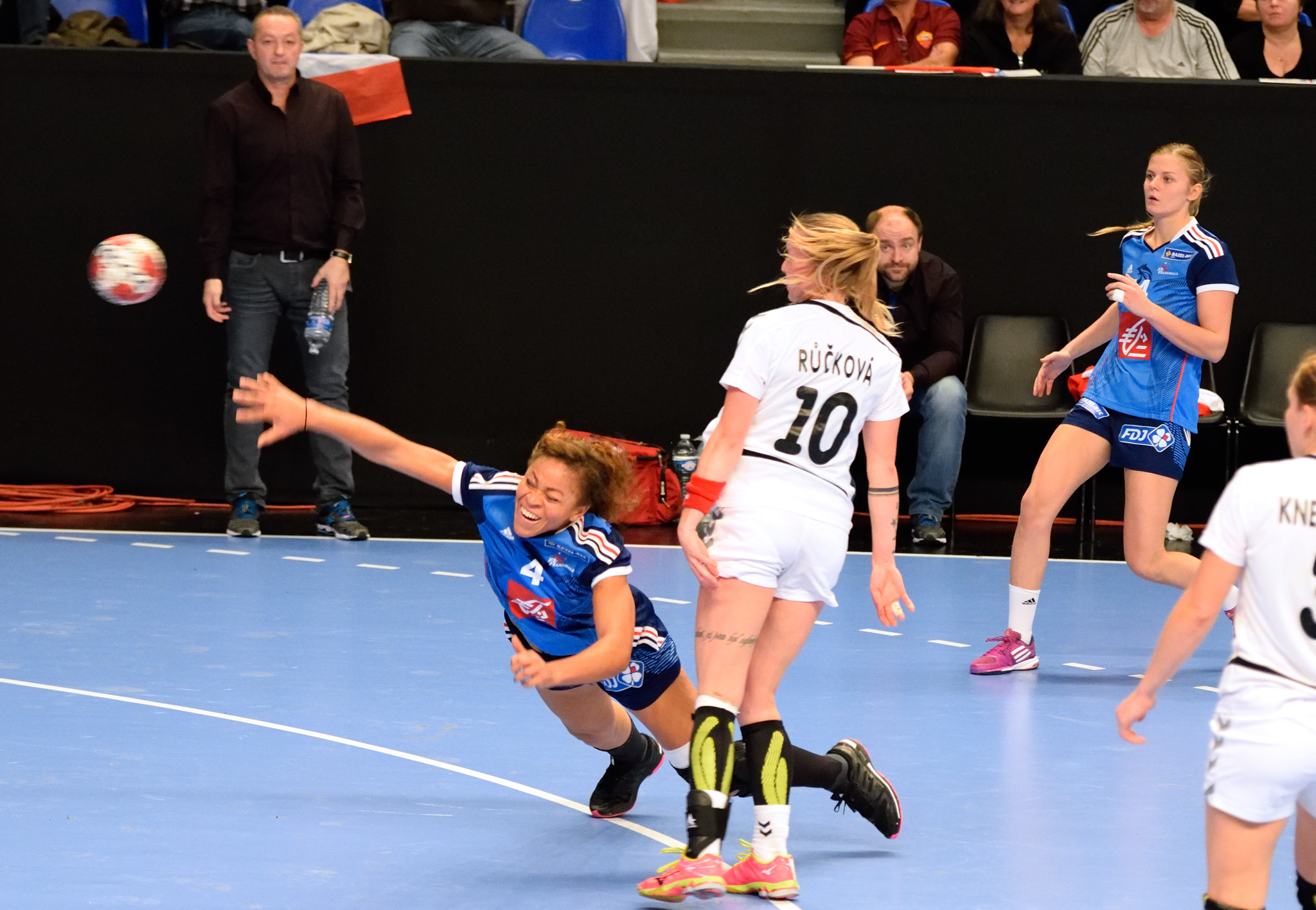
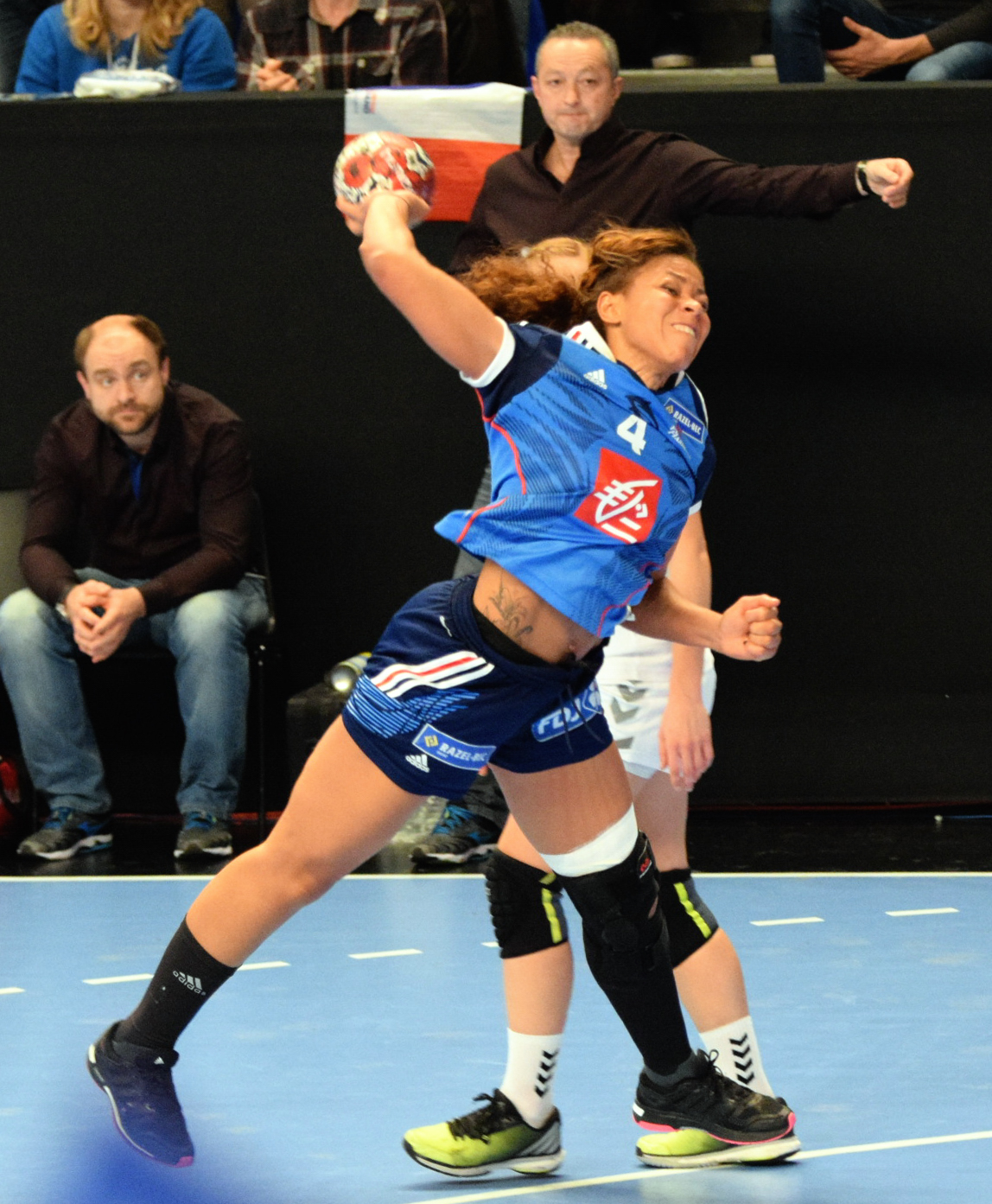
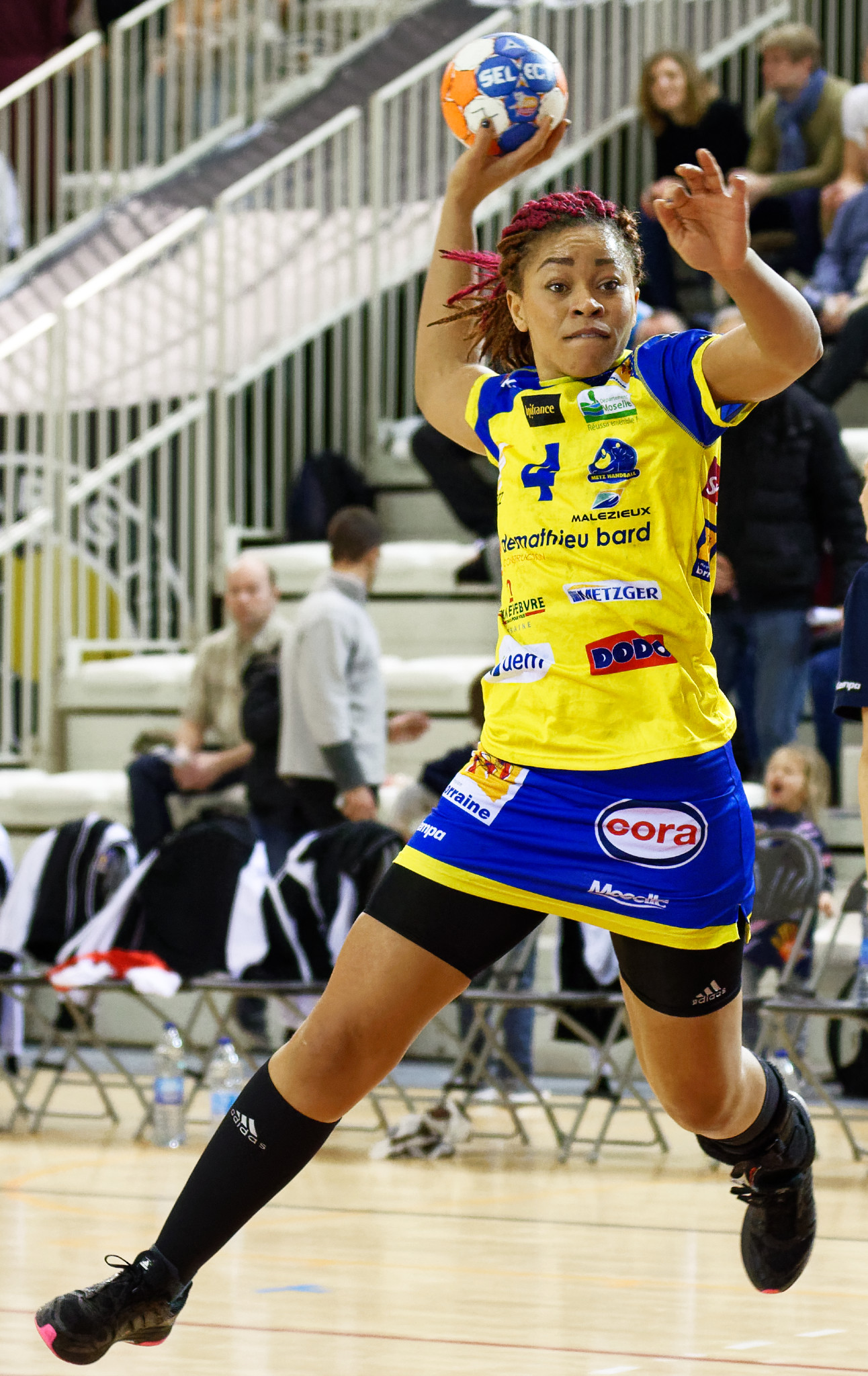